# 120フィルム

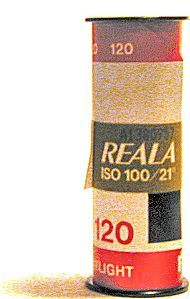
120フィルム

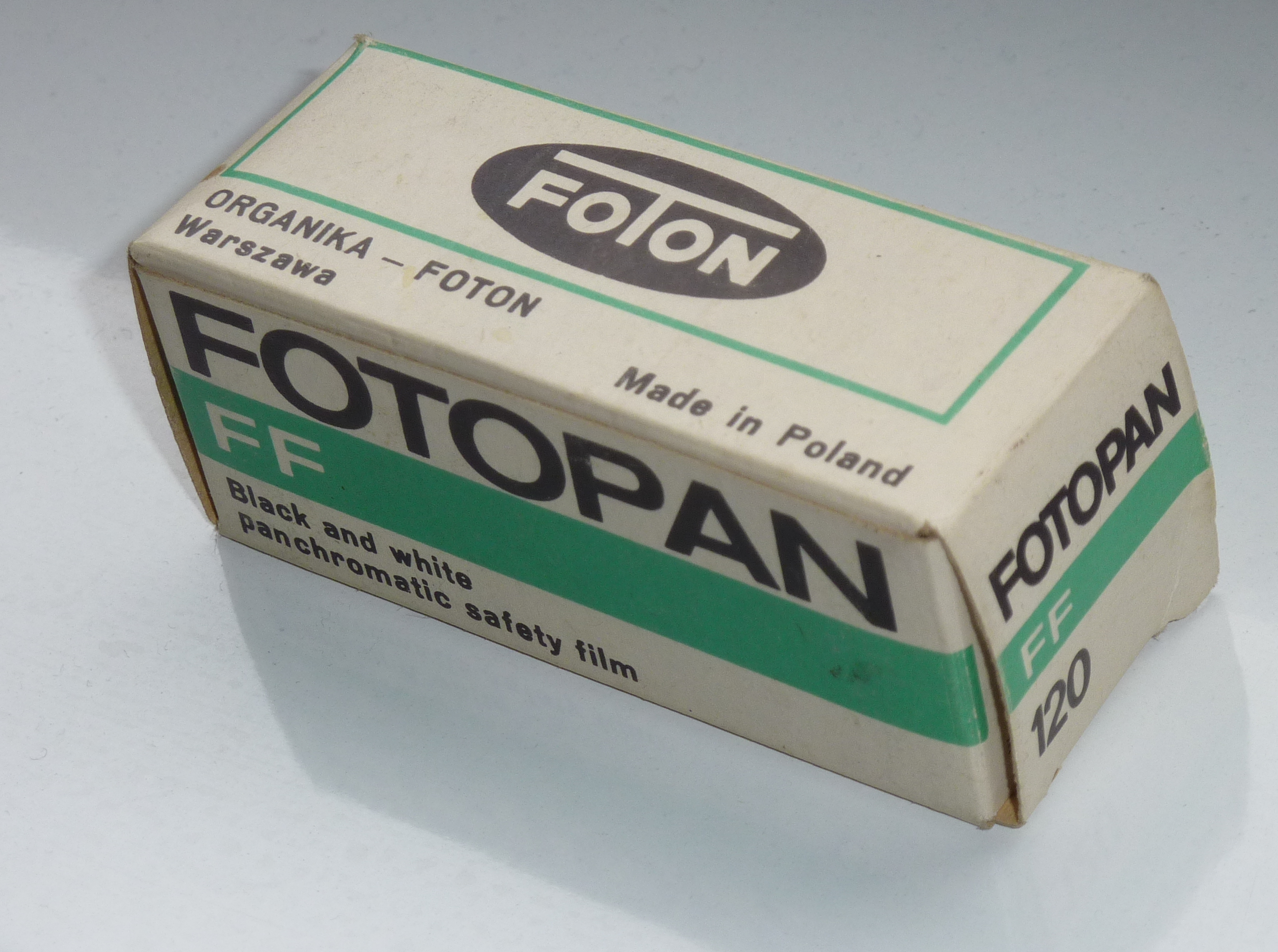
ポーランドのフォトパン120

120フィルム（120Film ）は、中判カメラで使用する写真フィルムの規格である。ここでは裏紙を使用せず倍の長さの220フィルム（220Film ）についても併せて解説する。カメラについては中判カメラで扱う。

## 略歴・概要
現在一般的な中判カメラで使用する120フィルム、および幅が同じでカメラによっては共用できる220フィルムについて日本ではブローニーフィルムと総称することがある。
語源となったブローニーは、コダック初期のカメラブランド名であって、1900年2月登場で117フィルムを使用するブローニー以来、120フィルムを使用するNo.2ブローニーライン、116フィルムを使用するNo.2Aブローニーライン、127フィルムを使用するベビーブローニー等、620フィルムを使用する620ブローニー等、さまざまなタイプのフィルムを使用するカメラを発表している。従って日本では120フィルムを、ないしそのサイズをブローニーと呼ぶが、国際的には通用しない和製英語である。

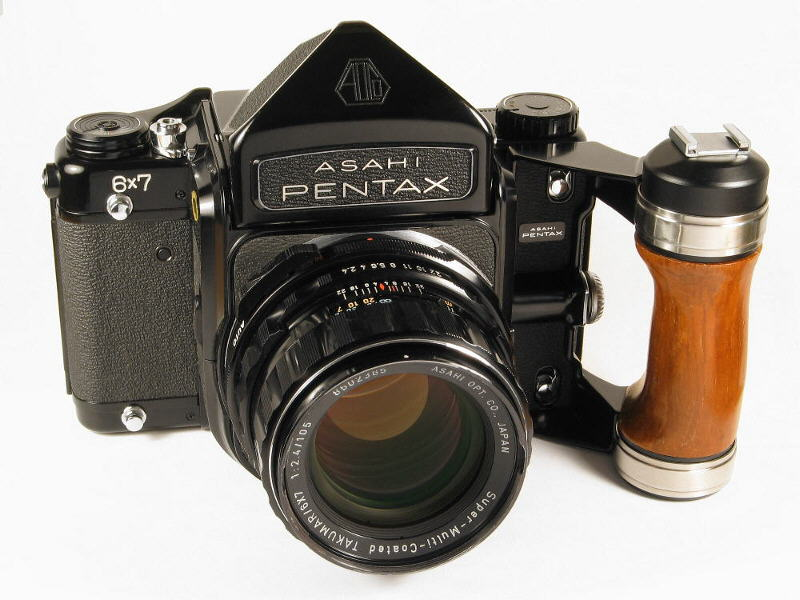
ペンタックス6×7。6×7cm判

## 画面サイズと撮影枚数
|                    | 6×4.5cm判 | 6×6cm判    | 6×7cm判  | 6×8cm判    | 6×9cm判      | 6×12cm判     | 6×17cm判   |
| ------------------ | --------- | ---------- | -------- | ---------- | ------------ | ------------ | ---------- |
| ろくよんご         | ろくろく  | ろくなな   | ろくはち | ろくきゅう | ろくいちに   | ろくいちなな |            |
| 別名               | セミ判    | ローライ版 |          |            | ブローニー判 |              | パノラマ版 |
| 有効画面サイズ(mm) | 56x41.5   | 56x56      | 56x70    | 56x77      | 56x84        | 56x118       | 56x168     |
| 120フィルム        | 16枚撮り  | 12枚撮り   | 10枚撮り | 9枚撮り    | 8枚撮り      | 6枚撮り      | 4枚撮り    |
| 220フィルム        | 32枚撮り  | 24枚撮り   | 20枚撮り | 18枚撮り   | 16枚撮り     | 12枚撮り     | 8枚撮り    |

撮影可能枚数は、同じフォーマットでもカメラによって異なる場合がある。例えばイコンタシックスの初期製品には120フィルムで11枚撮りの製品があり、ペンタックス645初代は120フィルムで15枚撮り。
120フィルムには135カメラにはある四角い穴（パーフォーレーション）がないために、正確な巻き上げ機構が無かった。そのため裏蓋に空いた穴（赤窓）から120フィルムの裏紙に描かれた数字（645、6x6、6x9によって位置が違う）を見て巻き上げを行う必要があった。220フィルムは120フィルムの倍の長さを同じ大きさに収める必要があるため、裏紙があるのは装填時に露光防止の役目をする巻き始めと巻き終わりにしかついていない、そのため撮影に使われる部分には裏紙がなく、オートストップ巻き上げ機構を持ったカメラでないと使えない。また裏紙がないので120と220では圧板の押さえ量を変える必要もあった。

## おもな製品
120フィルム/220フィルムのおもな現行製品の一覧である。

### コダック
- コダックプロフェッショナルT-MAX 400/120 - 120、ISO 400、白黒ネガ
- コダックプロフェッショナルTRI-X 400/120 - 120、ISO 400、白黒ネガ
- コダックプロフェッショナルEKTAR 100/120 - 120、ISO 100、カラーネガ
- コダックプロフェッショナルPORTRA 800/120 - 120、ISO 800、カラーネガ
- コダックプロフェッショナルPORTRA 160NC/120 - 120、ISO 160、カラーネガ
- コダックプロフェッショナルPORTRA 160 - 120/220、ISO 160、カラーネガ
- コダックプロフェッショナルPORTRA 400 - 120/220、ISO 400、カラーネガ
- コダックプロフェッショナルエクタクローム E100G/120 - 120、ISO 100、カラーリバーサル
- コダックプロフェッショナルエクタクローム E100VS/120 - 120、ISO 100、カラーリバーサル

### 富士フイルム

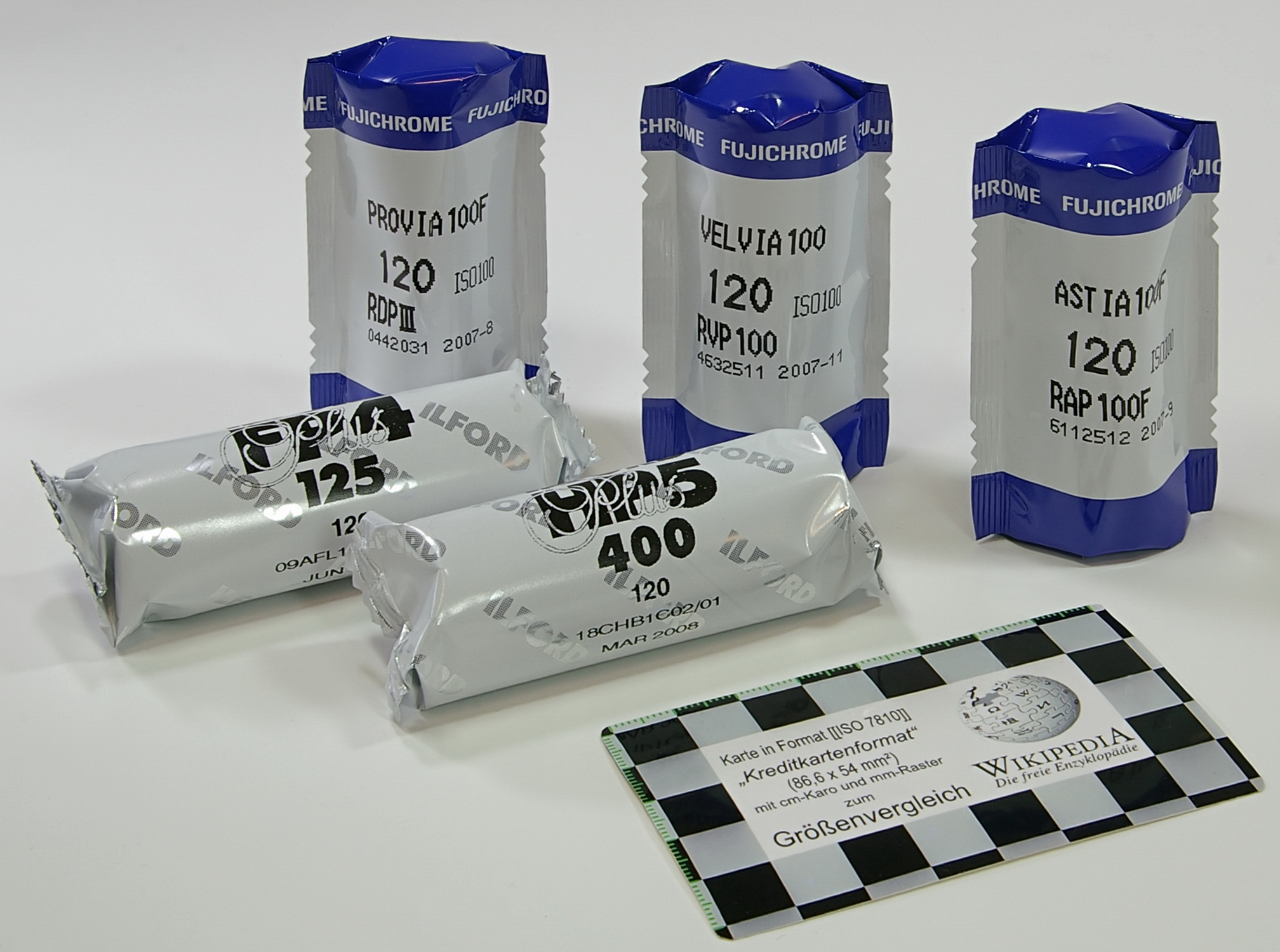
フジクロームプロビア100Fプロフェッショナル、同ベルビア100プロフェッショナル、同アスティア100Fプロフェッショナル、イルフォードFP4プラス125、同HP5プラス400。

- ネオパン100ACROS - 白黒ネガ、2018年10月出荷終了
- ネオパン100ACROSⅡ - 白黒ネガ
- ネオパン400PRESTO - 120、白黒ネガ、2014年6月出荷終了
- フジカラー160NC - 120、カラーネガ
- フジカラー160NL - 120、カラーネガ
- フジカラー160NPC - 120、カラーネガ
- フジカラー160NS - 120/220、カラーネガ
- フジカラーNewプロ400 - 120、カラーネガ
- フジカラープロ160NC - 120、カラーネガ
- フジカラープロ160NL - 120、カラーネガ
- フジカラープロ160NH - 120、カラーネガ
- フジカラープロ160NS - 120、カラーネガ
- フジカラープロ400H - 120、カラーネガ
- フジカラープロ800 - 120、カラーネガ
- フジクロームT64プロフェッショナル - 120、カラーリバーサル、2011年12月販売終了
- フジクローム64TタイプIIプロフェッショナル - 120、カラーリバーサル、流通在庫以外販売終了
- フジクロームアスティア100Fプロフェッショナル - 120/220、カラーリバーサル、2012年3月販売終了
- フジクロームプロビア100Fプロフェッショナル - 120、カラーリバーサル
- フジクロームプロビア400Fプロフェッショナル - 120、カラーリバーサル
- フジクロームプロビア400Xプロフェッショナル - 120、カラーリバーサル、2015年12月出荷終了
- フジクロームベルビアプロフェッショナル - 120/220、カラーリバーサル
- フジクロームベルビア50プロフェッショナル - 120、カラーリバーサル
- フジクロームベルビア100プロフェッショナル - 120、カラーリバーサル
- フジクロームベルビア100Fプロフェッショナル - 120/220、カラーリバーサル

### ローライ
- ローライクロスバード120 - 120、ISO 200、カラーリバーサル
- ローライナイトバード120 - 120、ISO 800、カラーネガ
- ローライデジベースCN200/120 - 120、ISO 200、白黒ネガ
- ローライRPX100/120 - 120、ISO 100、白黒ネガ
- ローライRPX400/120 - 120、ISO 400、白黒ネガ
- ローライATP1.1/120 - 120、ISO 32、白黒ネガ
- ローライATO2.1/120 - 120、白黒ネガ
- ローライスーパーパン200/120 - 120、ISO 200、白黒ネガ
- ローライインフレアド400S/120 - 120、ISO 400、白黒ネガ
- ローライパン25/120 - 120、ISO 25、白黒ネガ
- ローライオルト25/120 - 120、ISO 25、白黒ネガ

### アグフア
- アグフアコペックスラピッド120 - 120、ISO 64、白黒ネガ

### エフケ
- エフケIR820/120 - 120、白黒リバーサル赤外線フィルム
- エフケIR820アウラ120 - 120、白黒リバーサル赤外線フィルム
- エフケR25/120 - 120、ISO 25、白黒リバーサルフィルム
- エフケR50/120 - 120、ISO 40、白黒リバーサルフィルム
- エフケR100/120 - 120、ISO 100、白黒リバーサルフィルム

### フォマ・ボヘミア
- フォマパン100クラシック120 - 120、ISO 100、白黒ネガ
- フォマパン200クリエイティヴ120 - 120、ISO 200、白黒ネガ
- フォマパン400アクション120 - 120、ISO 400、白黒ネガ

### イルフォード
- イルフォードデルタ100 - 120、ISO 100、白黒ネガ
- イルフォードデルタ400 - 120、ISO 400、白黒ネガ
- イルフォードデルタ3200 - 120、白黒ネガ
- イルフォードパンFプラス50 - 120、ISO 50、白黒ネガ
- イルフォードFP4プラス125 - 120、ISO 125、白黒ネガ
- イルフォードHP5プラス400 - 120、ISO 400、白黒ネガ
- イルフォードSFX200 - 120、ISO 200、白黒ネガ
- イルフォードXP2スーパー400 - 120、ISO 400、白黒ネガ

### 海鴎
- 上海GP-3/120 - 120、ISO 100、白黒ネガ

### ロモグラフィー
- ロモグラフィーレッドスケールXR50-200/120 - 120、ISO 50-200（任意設定）、カラーネガ、中国製
- ロモグラフィーレッドスケール100/120 - 120、ISO 100、カラーネガ、中国製
- ロモグラフィーカラーネガティヴ100/120 - 120、ISO 100、カラーネガ、中国製
- ロモグラフィーカラーネガティヴ400/120 - 120、ISO 400、カラーネガ、中国製